# Neokantisme
El neokantisme va ser un moviment filosòfic europeu, d'origen predominantment alemany, que va preconitzar un retorn als principis filosòfics de la doctrina d'Immanuel Kant davant la llavors imperant doctrina de l'idealisme absolut de Georg Wilhelm Friedrich Hegel. El neokantisme es mostrava escèptic enfront del que considerava un indegut èmfasi especulatiu del pensament hegelià, i buscava recuperar la doctrina kantiana de la crítica del coneixement davant el predomini de la metafísica.

## Alguns filòsofs neokantians
- Friedrich Albert Lange (1828–1875)
- African Spir (1837–1890)
- Hermann Cohen (1842–1918)
- Alois Riehl (1844–1924)
- Wilhelm Windelband (1848–1915)
- Hans Vaihinger (1852–1933)
- Paul Natorp (1854–1924)
- Karl Vorländer (1860–1928)
- Heinrich Rickert (1863–1936)
- Ernst Troeltsch (1865–1923)
- Jonas Cohn (1869–1947)
- Ernst Cassirer (1874–1945)
- Emil Lask (1875–1915)
- Richard Honigswald (1875–1947)
- Bruno Bauch (1877–1942)
- Leonard Nelson (1882–1927)
- Nicolai Hartmann (1882–1950)
- Lucian Blaga (1885–1961)
- John Hick (1922–2012)